# Come ammazzare il capo 2
Come ammazzare il capo 2 (Horrible Bosses 2) è un film del 2014 scritto e diretto da Sean Anders.
La pellicola è il sequel del film Come ammazzare il capo... e vivere felici (Horrible Bosses) del 2011.

## Trama
Nick, Kurt e Dale hanno deciso di mettersi in proprio: vogliono avviare una loro impresa e produrre un accessorio per la doccia, ispirato all'attrezzatura per il lavaggio auto. Ricevono un'offerta di finanziamento da parte del miliardario Bert Hanson, che promette di acquistare 100.000 unità del loro prodotto. I tre amici, incoraggiati, si indebitano e riescono a produrre le unità pattuite, ma scoprono di essere stati truffati: Hanson annulla l'ordine con l'intenzione di mandare in fallimento Nick, Kurt e Dale e, in questo modo, rilevare a basso costo la loro attività e delocalizzare la produzione in Cina.
I tre amici, disperati, decidono di rapire Rex Hanson, unico figlio di Bert, e di chiedere un riscatto di 500.000 dollari al padre per pagare i propri debiti. Seguendo i consigli di "Fottimadre" Jones i tre elaborano un piano e per addormentare Rex rubano del gas esilarante dallo studio dentistico della dottoressa Julia Harris (che finisce a letto con Nick durante il furto) e riescono a introdursi nella villa del miliardario, ma si addormentano nell'armadio di Rex per un guasto alla bombola del gas. Proprio quando pensano di rinunciare al rapimento, i tre scoprono che Rex si è chiuso da solo nel bagagliaio della macchina: vuole collaborare con loro e fingere di essere stato rapito, per poter chiedere al padre 5 milioni di riscatto.
Dopo qualche incertezza iniziale, i tre si mettono d'accordo con Rex e decidono di elaborare un nuovo piano, ma tutto va storto. Bert Hanson avvisa la polizia del rapimento, che inizia subito ad indagare su di loro e quando i tre decidono di dare il via al piano vengono ricattati dalla dottoressa Julia (che ha scoperto il furto del gas) e Kurt sostituisce per errore il suo telefono con il telefono non tracciabile che avrebbero dovuto consegnare a Bert Hanson, per informarlo dei dettagli sul pagamento del riscatto. Quando i tre amici incontrano Bert nel parcheggio accordato per la consegna dei soldi, Rex spara al padre, uccidendolo. Nick, Kurt e Dale scoprono che Rex in realtà voleva appropriarsi dei milioni del padre e dare a loro la colpa dell'omicidio. Rex torna al magazzino (dove secondo il piano originale avrebbe dovuto essere rinchiuso, pronto ad accusare i suoi tre complici), ma con l'aiuto di "Fottimadre" Jones il trio si fa seguire dalla polizia, cercando di arrivare al magazzino prima di Rex e di provare la loro innocenza. Rex riesce comunque ad arrivare prima, ma viene tradito dalla suoneria del cellulare di Kurt (che aveva in tasca quando Rex aveva sostituito i propri pantaloni, sporchi di sangue, con i suoi). Rex prende in ostaggio un detective della polizia, ma Dale riesce a distrarlo, permettendo agli agenti di arrestarlo.
Grazie all'atto di eroismo di Dale, i tre vengono scagionati dalle accuse. Anche la loro azienda viene acquistata e salvata dall'ex capo di Nick, Harken, che lascia a loro l'incarico della produzione.  "Fottimadre" Jones, che di nascosto ha rubato i milioni del riscatto, usa i soldi per aprire dei Pinkberry in franchising.

## Distribuzione
Il primo trailer del film viene diffuso il 1º luglio 2014, mentre la versione italiana viene diffusa il 31 luglio 2014.
La pellicola è stata distribuita nelle sale cinematografiche statunitensi a partire dal 26 novembre 2014, mentre in Italia dall'8 gennaio 2015.

### Divieto
La pellicola, in America, è stata vietata ai minori di 17 anni non accompagnati per la presenza di linguaggio scurrile e forte contenuto sessuale.

## Riconoscimenti
- 2015 - MTV Movie Awards[4][5]
  - Nomination Miglior momento "Ma che ca...!" a Jason Sudeikis e Charlie Day